# John Oosterman
John Oosterman (23 de junio de 1941) es un deportista neozelandés que compitió en judo. Ganó una medalla de oro en el Campeonato de Oceanía de Judo de 1965 en la categoría de peso pesado.

## Palmarés internacional
| Campeonato de Oceanía | Campeonato de Oceanía    | Campeonato de Oceanía | Campeonato de Oceanía |
| Año                   | Lugar                    | Medalla               | Categoría             |
| --------------------- | ------------------------ | --------------------- | --------------------- |
| 1965                  | Auckland (Nueva Zelanda) | Medalla de oro        | Peso pesado           |